# Соса, Мерседес
Айде Мерсе́дес Со́са (исп. Haydee Mercedes Sosa, 9 июля 1935, Сан-Мигель-де-Тукуман — 4 октября 2009, Буэнос-Айрес, Аргентина) — аргентинская певица, известная как «голос Латинской Америки», «голос безгласных», одна из наиболее ярких представительниц движения 1960-х годов «новая песня».

## Биография
Среди её предков — индейцы аймара и французские эмигранты в Латинской Америке. Ее родители, поденный рабочий и прачка, были перонистами. Начала выступать с песнями в 15-летнем возрасте, выиграв конкурс на радио. Исполняла фольклорные произведения и песни современных композиторов, ряд которых был написан специально для неё Виолетой Парра и др. 
Во время диктатуры после военного переворота Хорхе Виделы (1976) подвергалась преследованиям, в 1979 году была арестована прямо на сцене вместе со всеми, кто присутствовал на концерте. Их освобождение произошло благодаря международному вмешательству. Несмотря на продолжавшиеся попытки проводить концерты, режим официально запретил ей выступать. Запрещённая в своей собственной стране, в 1980 году эмигрировала, жила во Франции и Испании, вернулась на родину в 1982 году.
Много гастролировала по США и странам Европы, выступала с крупнейшими исполнителями — Лучано Паваротти, Андреа Бочелли, Стингом, Лолитой Торрес, Шакирой, Шико Буарке, Милтоном Насименту, Сильвио Родригесом, Пабло Миланесом и др. Песня Сосы Balderrama вошла в фильм Стивена Содерберга «Че» (2008).
Соса открыто придерживалась левых взглядов на протяжении всей своей жизни, но не любила, когда ее называли певицей протеста. Она поддержала президента Рауля Альфонсина на выборах 1983 года, которые она назвала «Аргентинской весной», поскольку они ознаменовали возвращение демократии в Аргентину. Она выступала против президента Карлоса Менема и обратилась к Нестору Киршнеру. 

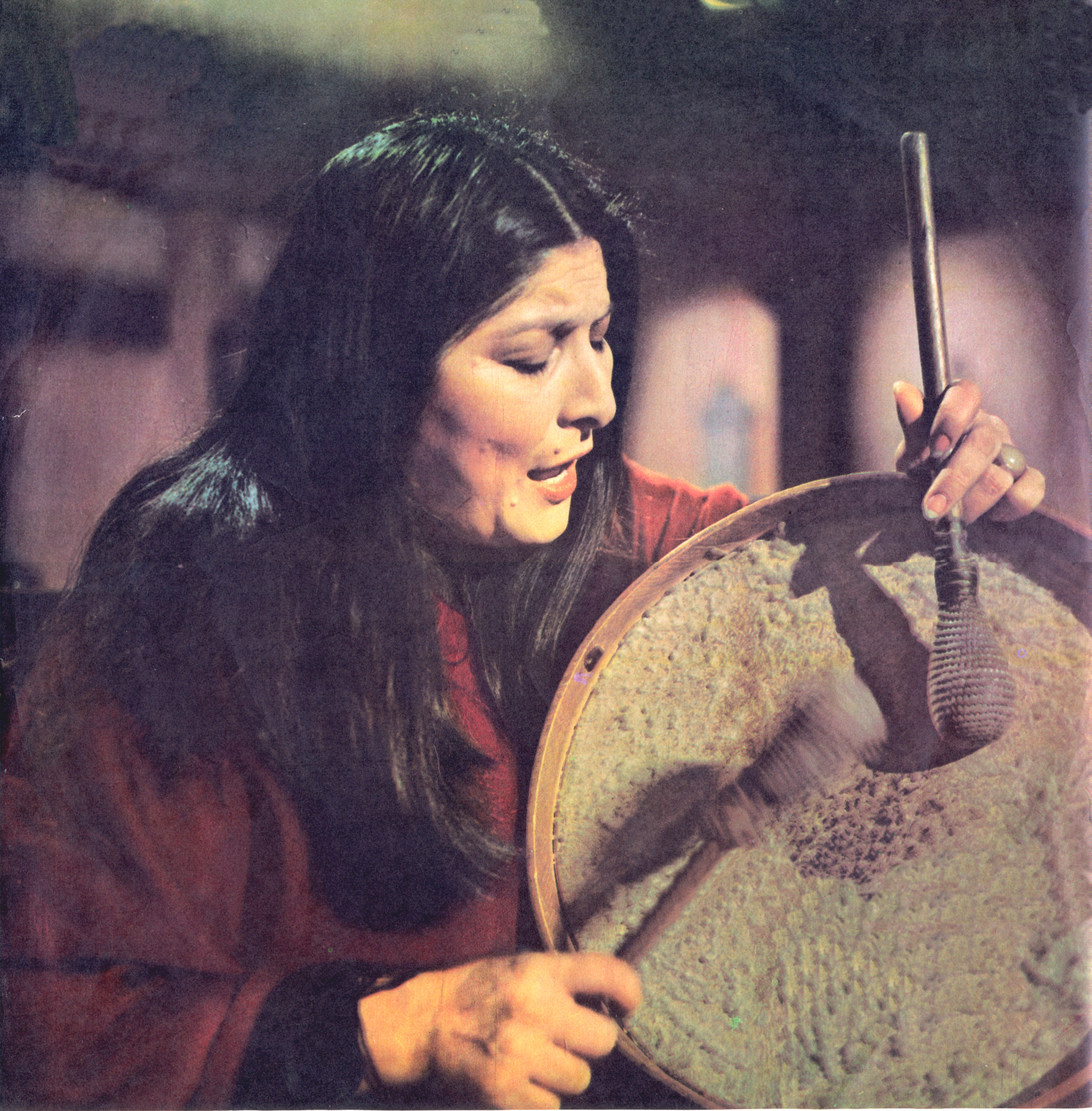
Фотография Сосы с альбома 1973 года

В сентябре 2009 года Мерседес госпитализировали из-за проблем с эндокринной системой и почками. Певица скончалась в больнице утром 4 октября. По причине смерти певицы в Буэнос-Айресе был объявлен трехдневный траур. Согласно ее последним пожеланиям, ее пепел был рассеян в Ла-Сала, недалеко от Сан-Хавьера, в провинции Тукуман, где она родилась и куда она любила возвращаться.

## Признание
Лауреат многочисленных аргентинских и латиноамериканских премий, Мерседес Соса четыре раза получала Latin Grammy за лучший фолк-альбом года: «Misa Criolla» (2000), «Acústico» (2003), «Corazón Libre» (2006) и «Cantora 1» (2009).
В 2009 году была признана человеком года по версии влиятельной аргентинской газеты «Кларин».
Почетный гражданин Буэнос-Айреса (1992). Посол доброй воли ЮНИСЕФ в странах Латинской Америки и Карибского бассейна. Доктор Honoris Causa Национального университета Тукумана.
31 января 2019 года корпорация Google выпустила тематический дудл, посвященный Сосе Мерседес.

## Книги
- Mercedes Sosa, La Negra, Rodolfo Braceli (только на испанском)
- Мercedes Sosa, La Mami, Fabián Matus (только на испанском)
- Mercedes Sosa, The Voice of Hope, Anette Christensen (перевод на испанский)
- Mercedes Sosa, More than a Song, Anette Christensen (перевод на испанский)